# Cheyenne (film, 1929)
Pour les articles homonymes, voir Cheyenne.
Pour plus de détails, voir Fiche technique et Distribution.
Cheyenne est un western américain réalisé par Albert S. Rogell et sorti en 1929. Le film n'a pas de dialogues audibles, mais il est sorti avec une bande sonore musical avec effets sonores utilisant le procédé Vitaphone.

## Synopsis
Le cowboy Cal Roberts, qui rêve de devenir le champion du Cheyenne Rodeo, vient en ville pour concourir au nom de l'éleveuse de chevaux Violet Wentworth et de son père, qui ont tout misé sur lui. Cependant, ils sont redevables envers un homme nommé Klaxton, qui a frauduleusement modifié le contrat de Cal afin qu'il ne puisse pas travailler pour eux. Cal parcourt la ville pour trouver le juge Boggs ivre, afin de l'amener dans la salle d'audience de la ville.

## Fiche technique
- Réalisation : Albert S. Rogell
- Scénario : Bennett Cohen, Marion Jackson, Don Ryan d'après une histoire de Bennett Cohen
- Photographie : Frank B. Good
- Montage : Fred Allen
- Genre : Western[1]
- Procédé sonore : Vitaphone[2]
- Production : First National Pictures
- Distributeur : Warner Bros.
- Durée : 65 minutes
- Date de sortie : 
  - États-Unis : 3 février 1929

## Distribution
- Ken Maynard : Cal Roberts
- Gladys McConnell : Violet Wentworth
- James Bradbury Jr. : Slim
- Billy Franey : Judge Boggs
- Slim Whitaker : Klaxton